# Kabinet medalj
Kabinet medalj (francosko Cabinet des Médailles, uradno Département des Monnaies, Médailles et Antiques de la Bibliothèque nationale de France), je oddelek Francoske narodne knjižnice.   Nahaja se v Parizu v palači Richelieu-Louvois na Rue de Richelieu, nekdanji glavni  zgradbi knjižnice.
Kabinet medalj je muzej mednarodno pomembnih zbirk kovancev, graviranih gem in starin različnega porekla iz zakladnic srednjeveških francoskih kraljev. Razdori v verskih vojnah so Karla IX. (vladal 1560-1574) spodbudili, da je ustanovil položaj posebnega skrbnika kraljevih medalj in starin (garde particulier des médailles et antiques du roi). Zbirka se je od takrat samo povečevala in nikoli več razpršila. Iz zasebne kraljeve zbirke je prerasla v narodno lastnino. Kot taka je bila uradno razglašena med francosko  revolucijo. K razvoju tega vidika je veliko pripomogel pionirski arheolog grof de Caylus, ki je Kabinetu medalj zapustil svojo zbirko v prepričanju, da bodo njegove starine tam najbolj dostopne raziskovalcem. Njemu so sledili drugi zbiralci. Leta 1862 je vojvoda de Luynes Kabinetu zapustil svojo zbirko grških kovancev, ki je znatno obogatila muzejsko zbirko.  Pomemben prispevek je dodala tudi država, ki je leta 1846 prispevala zlati Zaklad iz Gourdona iz 6. stoletja.
Kabinet se je iz majhne zasebne sobe znatno razširil med vladanjem Henrika IV. (1589–1610). Kralj je za skrbnika zbirk imenoval poznavalca Rascasa de Bagarrisa.
Med starinarji in strokovnjaki, zadolženimi za zbirke v Kabinetu medalj, je bil eden od najodličnejših Théophile Marion Dumersan, ki je tam začel delati leta 1795 kot komaj šestnajst let star fant. Po Napoleonovem porazu je zbirko zaščitil pred razprševanjem in leta 1838 na lastne stroške objavil zgodovino zbirke in opis, kako je zbirka na novo preurejena po zgodovinskih načelih. Objavljeni so bili prej natisnjeni katalogi delov zbirke. 
Pierre-Jean Mariette je na spodbudo grofa de Caylusa objavil izbor kraljevskih izrezljanih dragih  kamnov kot II. zvezek svoje Traité des pierres gravées.
Kralj Ludvik XIV., poznavalec starin, je Kabinetu prepustil zanimivosti svojega strica Gastona Orléanskega in pridobil zbirko Hippolytea de Béthunea, nečaka ministra Henrija IV. Sullyja. Da bi imel zbirke bolj pri roki, jih je  iz stare kraljevske knjižnice v Parizu preselil v  Versajsko palačo.
Ko je Ludvikov pravnuk Ludvik XV. postal polnoleten, je Kabinet medalj leta 1724 preselil nazaj v Pariz na sedanji prostor v Francoski narodni knjižnici. Prostor so preuredili po navodilih  Jules-Roberta de Cottea, sina Mansartovega naslednika Bâtimentsa du Roija. Leta 1739 je Antoine Gaudreau Kabinetu odstopil kraljevo pohištvo iz ebenovine, ki spada med največje mojstrovine francoskega mizarstva. V času Ludvika XIV. je zbirke obogatil tudi André-Charles Boulle. V Kabinetu so poleg starin še vedno tudi slike Boucherja, Natoireja in Van Loa.
Po francoski revoluciji so v Kabinet medalj preselili tudi veliko dragocenih predmetov iz zakladnice pariške bazilike Saint-Denis.
Kabinet medalj se šteje za najstarejši muzej v Franciji. Odprt je vse dni v tednu od 13. do 17. ure.
- Zlatnik za 20 staterjev Evkradita I. (vladal 175–150 pr. n. št.) je največji zlatnik, ki se je kdaj koval v antiki; kovanec ima premer 58 mm in tehta 169,2 g; našli so ga v Buhari, v Kabinetu pa ge je prepustil Napoleon III.
- Sasanidski "Kozravov kelih" iz bazilike Saint-Denis, kjer so ga imeli za "kelih kralja Salomona"
- Velika kameja Francije (1. stoletje pr. n. št.), velikost 31 × 26,5 cm
- Zaklad iz Gourdona (5.-6. stoletje)
- Diptih s podobo konzulta Magna (518)